# Рух людності
Рух людності — зміни в стані людності (її кількості і структури), спричинені природним рухом (шлюби, народжуваність і смертність) і міграцією людності — її переміщеннями в межах однієї країни (внутрішня) або з однієї до другої (зовнішня). Валяне природного приросту (різниця числа народжень і смертності та переміщень (еміграції й імміґрації) становить дійсний приріст (або зменшення) населення.

## Рух людності на території сучасної України у 2 пол. 19 ст.— 1900 рр
До 1914 року Україна була у ранній своїй історії територією інтенсивних міграцій, завдяки яким національна українська територія, почавши з кінця 16 ст., постійно збільшувалася. Протягом останніх десятиліть 18-го і першої половини 19 ст. українці заселили Південну Україну і Кубань, згодом (спільно з росіянами) Ставропільщину і Терщину, У 18 ст. постали просторі українські етнічні острови на Надволжі і Уралі.
З 1880-х pp. зовнішня міграція збільшилася: еміграція через аграрне перенаселення (з українських земель у Російській імперії головним чином за Урал, до 1914 понад 2 млн осіб; з українських земель в Австро-Угорщині до Північної і Південної Америки — 700 — 800 000 осіб; і одночасно міграція чужинців (на Центральних і Східних Землях головним чином росіян — насамперед на Донбас і до великих міст, у Галичині поляків — в основному до Бориславського нафтового басейну і Львова) — разом до 2 млн осіб. Докладніші і лише посередні дані про міграційні процеси є тільки для УРСР, на території якої за переписом 1926 жило 941 000 осіб, що народилися за її межами, а одночасно на території інших радянських республік жило 2,1 млн осіб, народжених в УРСР. Баланс переміщень був негативний для українців (також євреїв і німців), натомість — позитивний для росіян і поляків, що і впливало на зменшення відсотка української людності на українських землях. Попри те, завдяки одному з найвищих в Європі природному приростові населення (1913 на Центральних і Східних Землях 18,9 на 1 000 осіб), дійсний приріст населення був високий: з 32,7 млн у 1897 до 46,0 млн у 1914 на українській етнічній території (без мішаних земель).
Внутрішні переміщення полягали у відпливі населення з сіл до міст і значно більше на переселенні селян з перенаселеної Північної України і Лісостепу до Степу і на Кубань.

## Рух людності на території сучасної України у 1-й половині 20-го ст
У 1915–1923 рр. внаслідок війни й голоду 1921–1922 зростання населення України було загальмоване, його чисельність навіть зменшилося в УРСР (у межах до 1938) з 27,2 млн осіб на 1 січня 1914 до 27,5 млн ос. у 1918 і 26,3 млн ос. у 1923.
1924-1930 pp. становили для УРСР (для Західної України — в меншій мірі — І1922 — 38) демографічний оптимум, завдяки найвищому в історії України природному приростові (річно за 1924-29 — 22,4 на 1 000 осіб) та зменшенню еміграції й іміґрації. Тому людність УРСР зросла на 1 січня 1927 до 29,0 млн ос., на 1 січня 1931 — до 31,4 млн осіб.
У 1931–1940 рр. (зокрема 1932–1934) приріст населення УРСР зазнав сильного занепаду внаслідок злочинної політики Москви. В результаті репресій загинуло 1 млн населення, від голоду — 3 млн, внаслідок примусової чи добровільної еміграції вибуло з УРСР 2-3 млн, при одночасній іміґрації росіян (1 млн?); тому населення УРСР зменшилося за ці роки на 4 — 6 млн, українців на 5 — 7 млн (близько 20% від загальної кількості населення); натомість кількість росіян зросла. З 1935 населення УРСР завдяки природному (тоді вже значно меншому) приростові (1940 — 13,1 ‰) знову зросло.
Людність УРСР зазнала нових пертурбацій унаслідок Другої світової війни (зокрема з середини 1941) і повоєнних переміщень населення: воно зменшилося вже в нових кордонах з 41 млн у 1940 — до яких 36 млн на початку 1947, тобто на 4,5 млн. (у дійсності, мабуть, на 6 млн, бо кількість населення УРСР, яку подають радянські джерела на 1940, — надто велика). На це зменшення склалися абсолютні втрати на фронтах і репресії (головно євреїв — бл. 2 млн), зменшення народжень і збільшення смертності, виїзд всіх німців і поляків із Західної України, вивіз татар (лише частина полонених, евакуйованих і вивезених у глибину СРСР, повернулася в Україну), арешти і заслання. Натомість тоді на територію УРСР наплинули українці із західних земель, приєднаних до Польщі, і чимале число росіян та інших національностей з решти радянських республік.
Внутрішні міграції полягали у припливі населення до міст (міське населення 1926 становило 19,8 % всього населення, 1940 — 33,6 %) і Донецького басейну.
З кінця 1940-их pp. рух людності виявляє тенденцію зниження природного приросту населення УРСР (на 1 000 осіб):
- 1950 — 14,3,
- 1955 — 12,6,
- 1960 — 13,6,
- 1965 — 7,7,
- 1970 — 6,3,
- 1971 — 6,5,
- 1972 — 6,3,
- 1973 — 5,5

Приріст у всіх народів УРСР, такий самий або дещо вищий від природного приросту росіян в європейській частині РРФСР.
На національний склад населення УРСР мають ще більший, ніж досі, вплив міграційні процеси. За офіційними даними на дійсний приріст населення УРСР за час між двома переписами 1959 і 1970 вплинув головним чином природний приріст — 4,8 млн, далі позитивний баланс міграцій між УРСР й іншими республіками — 0,4 млн. За півофіц. даними за 1959 — 1965 з УРСР еміґрувало до інших радянських республік 2,5 млн осіб, емігрувало з них на Україну — 3,0 млн. Ще сильніше, ніж раніше, маємо в Україні організоване радянською владою переміщування населення з метою русифікації: еміграцію українців з перенаселених, відносно слабо індустріалізованих, майже чисто українських областей УРСР за межі України, ори одночасній імміграції росіян до промислових областей і до міст УРСР з чималим відсотком росіян.
Докладну картину міграційних процесів в УРСР дає перепис 1970 (лише за 1968 — 69). Як і раніше, баланс переміщень був для УРСР позитивний: з інших республік СРСР прибуло 589 000 осіб, вибуло — 553 000. Натомість змінився їхній напрям. З Західного Сибіру, середньоазійських республік і Уралу, до яких з кінця 19 ст. відпливали надлишки населення з України, тепер більше осіб прибувало до УРСР, ніж виїжджало на ті терени (повертаються, мабуть, переважно українці, яких сюди переселено у 1930-1950-х pp., зокрема, на цілинні землі). Українці тепер емігрують головно до центру (зокрема, до Москви) і до північно-західної частини європейських регіонів РРФСР(за 1968-6199 — 165 000) і до полярних та субполярних районів Східного Сибіру і Далекого Сходу. Іммігранти в Україну походять з усіх районів європейської частини РРФСР.
Внаслідок цих процесів в УРСР постійно зростає число росіян (1925 — 3,1 млн, 1959 — 7,1 млн, 1970 — 9,1 млн).
Внутрішні переміщення в УРСР полягали в подальшому пересуванні населення:
- Із сіл до міст (за 1959 —1969 населення сіл зменшилося на 5,9 %, міст — зросло на 34,1 %, так що відсоток міського населення збільшився з 45,6 % до 54,5 % у 1970 і до 59 % у 1974);
- З перенаселених і слабо індустріалізованих областей в Північній і Західній Україні і з Лісостепу (за винятком Київщини і Харківщини) на півдні, головним чином в Крим (дійсний приріст становив 316 % природного) і Дніпропетровський промисловий район (199), менше в західний Степ (145) і Донецький басейн (111), який перестав притягати населення через застій у вугільній промисловості.